# 노보체르카스카야역
노보체르카스카야역(러시아어: Новочеркасская)은 러시아 상트페테르부르크 시에 있는 상트페테르부르크 지하철 프라보베레즈나야 선의 역이다. 1985년 12월 30일에 개통되었다.
1992년 이전까지의 역명은 "크라스노그바르데이스카야"였다.